# Sayyidah Zaynabmoskee

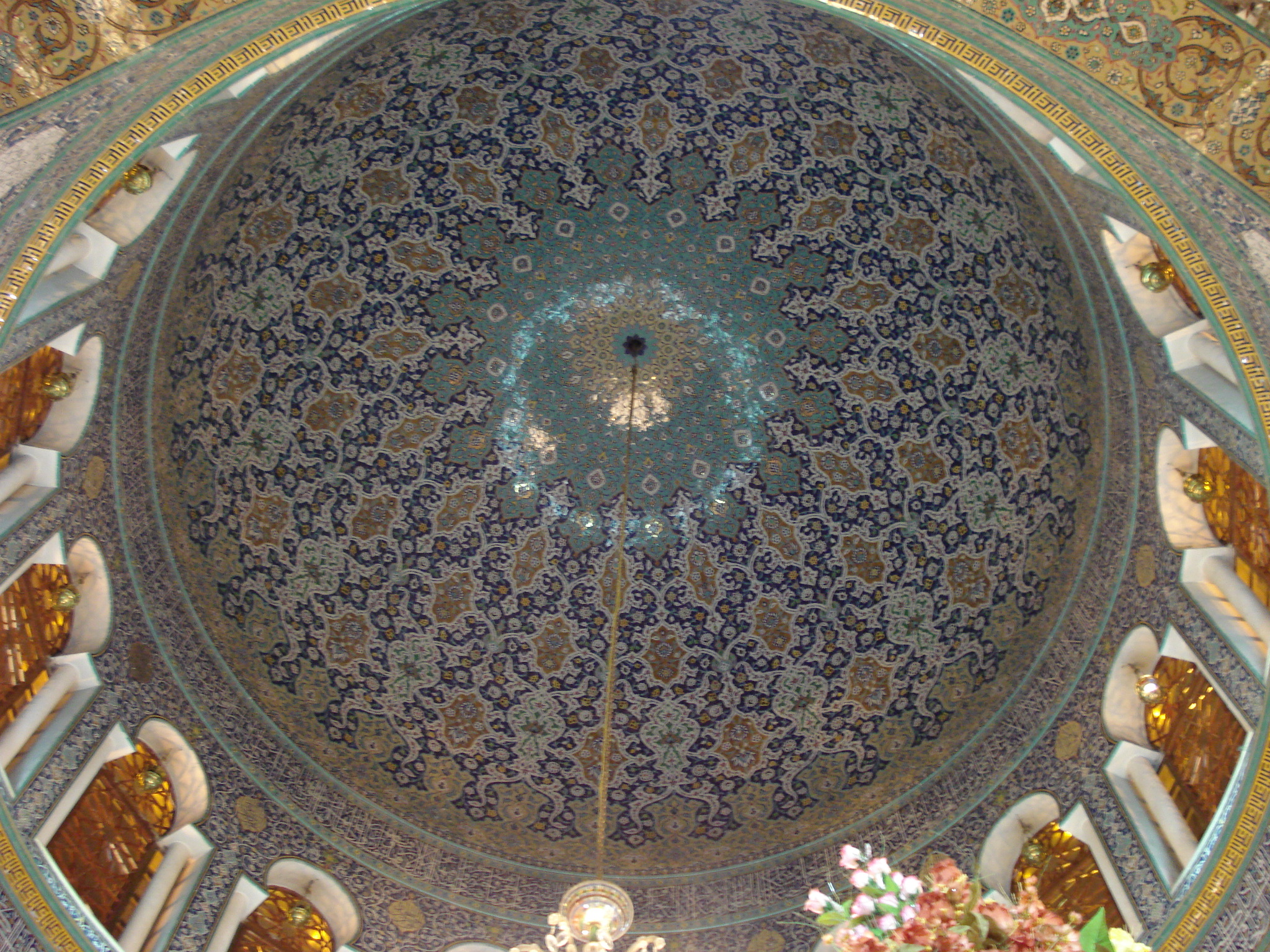
De koepel van de moskee.

De Sayyidah Zaynabmoskee (Arabisch: مسجد السيدة زينب) is een schrijn in de Syrische hoofdstad Damascus, waar zich het graf bevindt van Zaynab, de dochter van Ali en daarmee kleindochter van de profeet Mohammed. De moskee bevindt zich ongeveer 8 km ten zuidoosten van het stadscentrum. 

## Geschiedenis
Zaynab werd na de slag bij Kerbala (680), waarin haar broer Hoessein omkwam, gevangengenomen door de Oemmajaden. Aan de ingang van de moskee worden afbeeldingen van Hoessein te koop aangeboden. Hij is de grote martelaar van de sjiieten. De moskee werd gebouwd met fondsen verschaft door de Iraanse sjiitische regering en wordt vooral door Iraniërs bezocht.
Opvallend zijn de gouden koepel en de hoge minaret bekleed met geglazuurde tegels in geel, blauw en groen. Ook de wanden van de gebouwen, die het binnenhof omgeven, zijn bekleed met tegels in dezelfde kleuren telkens aangebracht in geometrische motieven. Een prachtig zicht vooral in combinatie met een blauwe hemel.
De gebedsruimte en het centrale heiligdom met Zeinabs graftombe zijn niet toegankelijk voor niet-moslims.
Bij betreden van de moskee is het dragen van een “chador” verplicht, ook voor westerse vrouwen.
Vooral sjiitische moslims komen hier bidden. Veel soennitische moslims vereren geen nakomelingen van Mohammed en sommigen zijn hier ronduit op tegen.
Op 27 september 2008 vond een bomaanslag plaats op de moskee waarbij zeventien personen omkwamen.

## Galerij

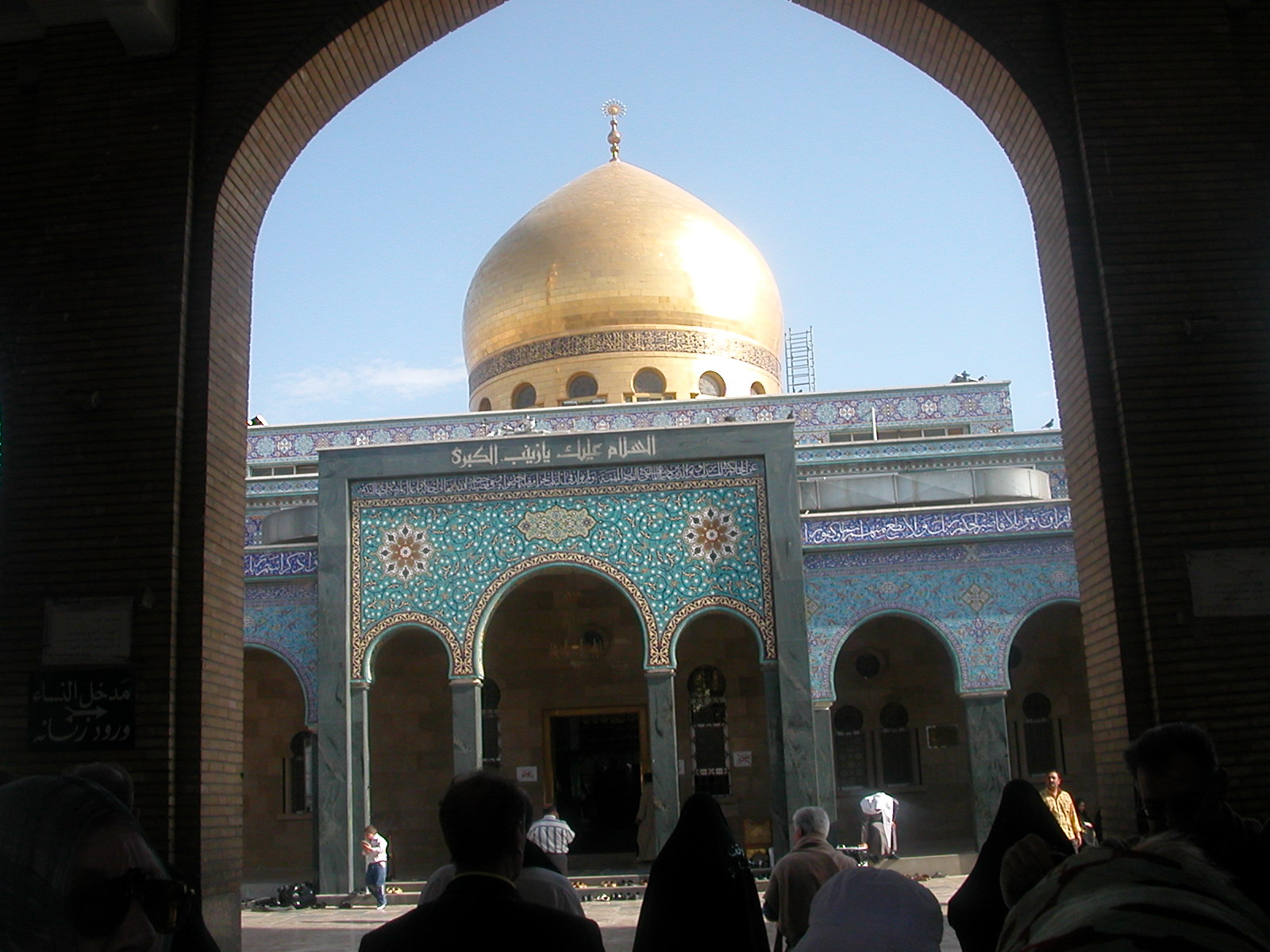
Saida Zeinabmoskee: toegang met zicht op de gouden koepel.
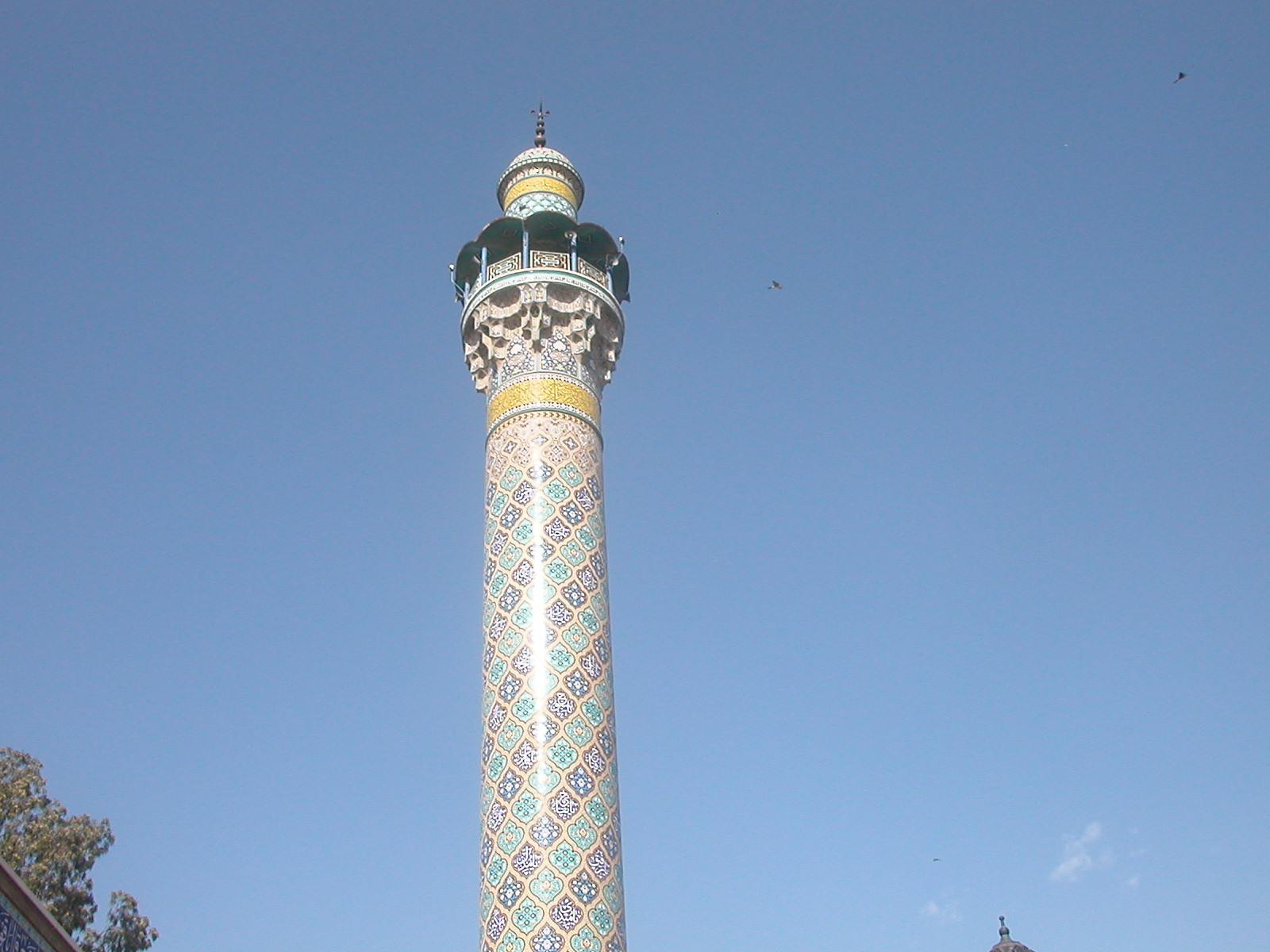
Saida Zeinabmoskee: minaret
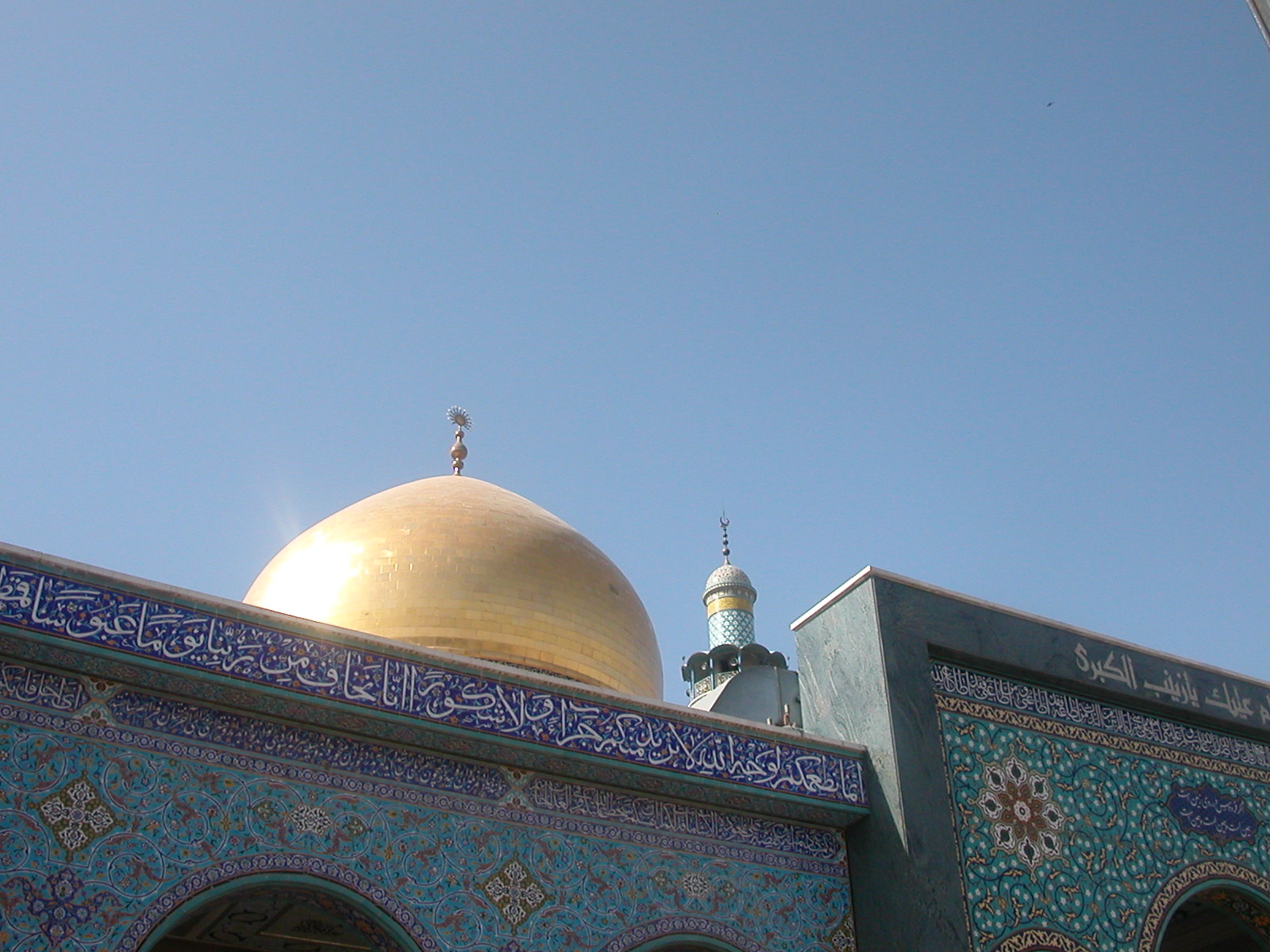
Saida Zeinabmoskee: koepel en tegelbekleding
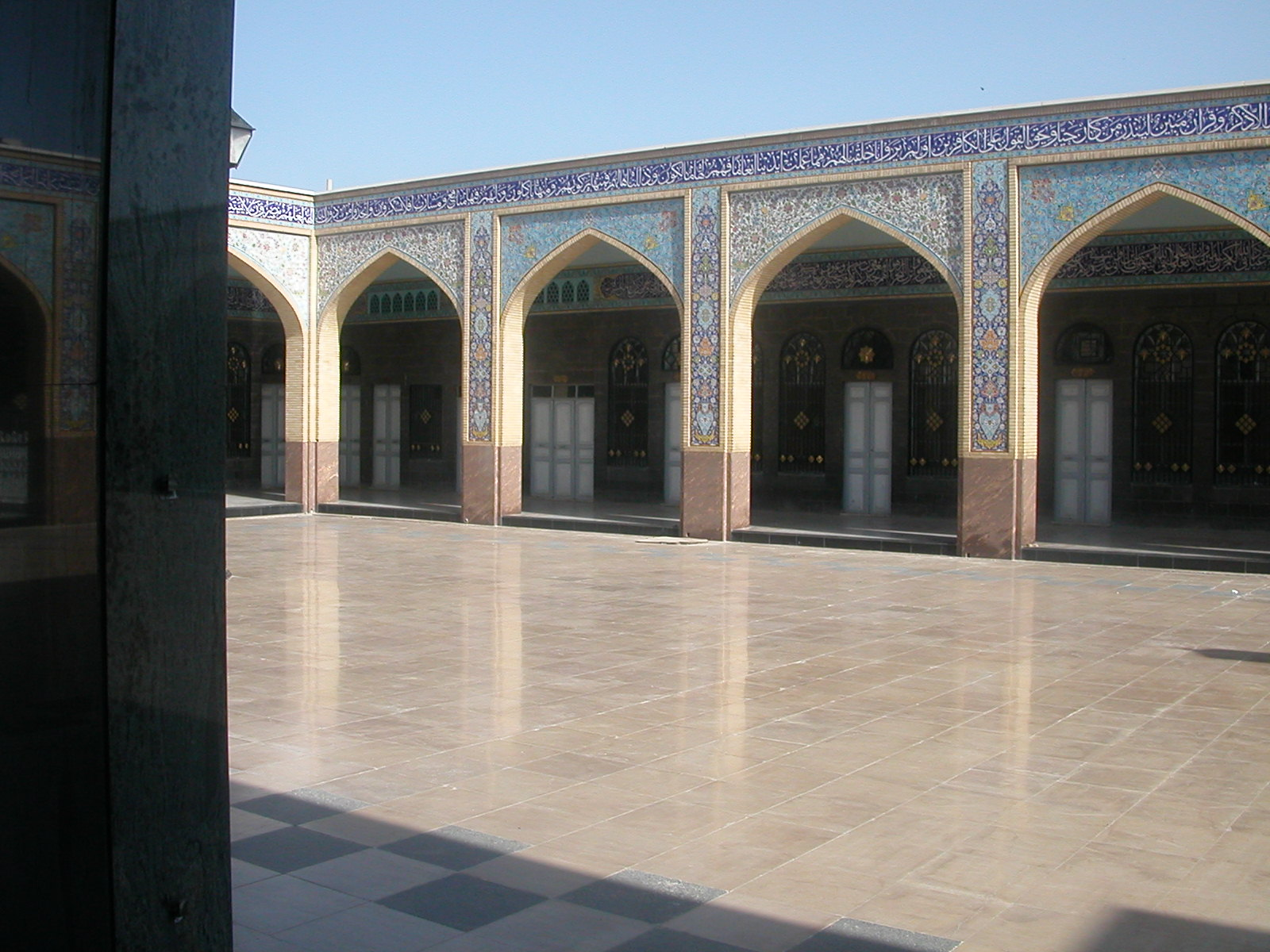
Saida Zeinabmoskee: binnenhof